# L'Homme qui regardait passer les trains
L'Homme qui regardait passer les trains est un roman policier de Georges Simenon publié en 1938 aux éditions Gallimard. Il fait partie de la série des « romans durs » de son auteur.

## Résumé
Kees Popinga, honorable père de famille de la bourgeoisie de Groningue, est un homme sans histoire : les voyages, l'alcool, les femmes font pour lui partie de cette vague envie qu'on refoule en allumant un cigare ou en faisant une partie d'échecs. Tout se déclenche le soir où il rencontre son patron dans un estaminet. Julius de Coster lui confie que, le lendemain, sa société sera en faillite et lui-même poursuivi pour escroquerie ; c'est pourquoi il s'apprête à fuir en simulant un suicide. 
Pour Popinga, c'est la ruine, mais cette évidence l'affecte beaucoup moins que la commisération mêlée de cynisme que de Coster a eue pour le mettre au courant. À son réveil, Popinga, plein d'une assurance nouvelle qui ne le quittera plus, abandonne épouse et enfants pour aller à Amsterdam rejoindre Paméla, une danseuse, ancienne maîtresse de son patron. Comme Paméla se dérobe à ses avances en se moquant de lui, il l'étrangle. Puis, il saute dans un de ces trains qu'il regardait naguère avec « une drôle d'angoisse qui pouvait laisser croire à de la nostalgie ». 
Il arrive à Paris, se rend dans un cabaret et termine la nuit avec une fille de joie, Jeanne Rozier qui, le lendemain, ayant reconnu en lui le criminel d'Amsterdam qui est à la une de tous les journaux, s'emploie à le faire couvrir par le milieu. La couverture risquant de se transformer en piège, Popinga quitte le gang de Juvisy et revient à Paris. Il a envie de Jeanne qu'il n'avait pas touchée le premier soir et, comme elle se refuse, il la blesse légèrement. La police intensifie la chasse à l'homme, mais Popinga la déjoue. Aux journaux qui donnent de lui une image qu'il juge peu conforme à la réalité, il répond, en montrant qu'il n'est ni fou ni maniaque, en découvrant la personnalité cachée d'un homme qui entend rompre avec les conventions trompeuses (et qui le dit parfois avec ironie). Un hasard stupide précipitera sa perte : le vol de son portefeuille par un faux Américain de rencontre. 
Privé de toute ressource, il décide d'achever sa longue errance en se jetant sous un train. Suicide raté qui aboutira à son identification dans le bureau du commissaire Lucas. Enfermé dans son mutisme, Popinga est considéré comme fou. On le ramène à Groningue et on l'interne dans un asile : les pages du cahier qu'il a demandé pour y écrire sous un titre pompeux « La vérité sur le cas de Kees Popinga » resteront en blanc...

## Thèmes du roman
Comme dans d'autres romans de Simenon, on retrouve celui du personnage en rupture avec son milieu d'origine (Le Charretier de la Providence, Le coup de lune, ...), mais ici c'est plus fondamentalement le thème de l'identité qui est abordé. Le personnage central ne se reconnait pas dans la vision que son entourage a de lui : naïf pour son ex-patron, fou pour son épouse, jusqu'au portrait que la presse donne de lui et qu'il s'acharne à vouloir corriger. Qui est-il vraiment ? Il fuit les traits caractéristiques qui pourraient conduire à le trahir : l'homme au cigare, l'homme qui dort la nuit avec des prostituées, l'homme à la mallette, ... Fuyant ainsi toutes ses habitudes, il se retrouve nu, au sens propre du terme à la fin du roman. La liberté est un autre thème du roman. En opposition avec sa vie et de sa morale petite bourgeoise, Kees se trouve complètement libre de faire tous les choix et d'exploiter ses talents (il parle quatre langues, peut s'adapter à toutes les nouvelles situations comme voler une voiture). Mais cette liberté est vide de sens car il n'arrive pas à faire reconnaître son identité profonde.

## Aspects particuliers du roman
Le récit à la troisième personne épouse le plus souvent le point de vue lucide et détaché du héros, mais il comporte aussi des anticipations attribuables à un narrateur omniscient. Les événements se déroulent suivant une logique de la fatalité, un peu à la manière des règles du jeu d’échecs que Popinga connaît bien. Le texte est par ailleurs divisé en chapitres dont l’argument est énoncé en sous-titres qui imitent le style des romans à épisodes.

## Personnages
- Kees Popinga, Hollandais. Premier commis, fondé de pouvoir de la firme Julius de Coster en Zoon. Marié, deux enfants. 39 ans.

l'orthographe néerlandaise correcte du nom est Poppinga. Ce qui est corrigé dans la traduction néerlandaise du livre en 2003.
- Julius de Coster, directeur d’une entreprise de fournitures pour bateaux.
- Jeanne Rozier, prostituée parisienne.
- Lucas, commissaire à la Police Judiciaire.

## Éditions
- Prépublication en feuilleton dans le quotidien Le Petit Parisien du 10 juin au 19 juillet 1938, sous le titre Popinga a tué
- Édition originale : Gallimard, 1938
- [Réédition]  : Bruxelles, Espes, 1944 (collection non précisée)
- Folio Policier n° 96, 1999  (ISBN 978-2-07-040836-8)
- Tout Simenon, tome 21, Omnibus, 2003  (ISBN 978-2-258-06106-4)
- Romans, tome I, Gallimard, Bibliothèque de la Pléiade, n° 495, 2003  (ISBN 978-2-07-011674-4)
- Romans durs, tome 4, Omnibus, 2012  (ISBN 978-2-258-09358-4)
- Romans durs, tome 4, Omnibus, 2023  (ISBN 978-2-258-20261-0)

## Adaptation
- 1953 : L'Homme qui regardait passer les trains (The Man Who Watched the Trains go by), film britannique réalisé par Harold French, d'après le roman éponyme de Simenon, avec Claude Rains et Marius Goring

## Source
- Maurice Piron, Michel Lemoine, L'Univers de Simenon, guide des romans et nouvelles (1931-1972) de Georges Simenon, Presses de la Cité, 1983, p. 68-69  (ISBN 978-2-258-01152-6)